# Ikuno-ku (Osaka)
Ikuno-ku (生野区 Ikuno-ku?) es uno de los 24 barrios de la ciudad de Osaka, Japón. Hasta el 1 de agosto de 2011 tenía una población estimada de 132.803 habitantes y una densidad de 15,850 personas por metro cuadrado. La superficie total del barrio es de 8,38 km².